# Christine Weil
Christine Weil ist eine deutsche Diplomatin. Sie war von August 2017 bis Juni 2020 Ständige Vertreterin der Bundesrepublik Deutschland bei der Organisation für das Verbot chemischer Waffen (OVCW, engl. OPCW).

## Laufbahn
Christine Weil begann 1987 die Ausbildung für den höheren diplomatischen Dienst. Erste diplomatische Erfahrungen sammelte sie bei Einsätzen an den Deutschen Botschaften in Moskau (1987–1988) und Brasília (1988–1991). Nach einer Verwendung im Auswärtigen Amt in Bonn im Bereich konventionelle Abrüstung (1991–1994) wurde sie 1994 an die Botschaft Warschau versetzt, wo sie bis 1997 blieb. Von 1997 bis 1999 war sie Referentin für Ostasien und danach, von 1999 bis 2004, an der Ständigen Vertretung bei der Europäischen Union in Brüssel tätig. Wiederum im Auswärtigen Amt in Berlin war Weil von 2004 bis 2007 stellvertretende Referatsleiterin für Mittel- und Osteuropa.
Es folgte eine Abordnung an das Operationskommando der Bundeswehr in Potsdam (2007–2008). Danach war sie von 2008 bis 2010 Leiterin des Europa-Referats im Bundespräsidialamt. Zurück im Auswärtigen Amt übernahm Weil 2010 die Leitung des Referats für den südlichen Kaukasus und Zentralasien. Es folgte 2013 ein Ruf nach Wien als stellvertretende Leiterin der Ständigen Vertretung bei der OSZE, bevor sie im August 2017 Ständige Vertreterin der Bundesrepublik Deutschland bei der OVCW wurde. Auf diesem Posten wurde sie im Juli 2020 von Gudrun Lingner abgelöst.
Christine Weil ist mit Christof Weil verheiratet, das Paar hat zwei gemeinsame Kinder.